# Hayao Kawabe
Hayao Kawabe (Hiroshima, 8 september 1995) is een Japans voetballer die sinds 2023 uitkomt voor Standard Luik.

## Clubcarrière
Kawabe startte zijn profcarrière bij Sanfrecce Hiroshima, dat hem in de seizoenen 2015, 2016 en 2017 uitleende aan Júbilo Iwata. In augustus 2021 ondertekende hij een driejarig contract bij Grasshopper Club Zürich, dat na twee seizoenen afwezigheid zijn terugkeer maakte in de Super League. Amper een half seizoen later ondertekende hij een contract van drieënhalf jaar bij de Engelse eersteklasser Wolverhampton Wanderers, die hem weliswaar nog anderhalf seizoen op huurbasis in Zwitserland liet voetballen.
In juli 2023 ondertekende Hawabe een vierjarig contract bij de Belgische eersteklasser Standard Luik.